# Twin Barrels Burning
Twin Barrels Burning – dwunasty album studyjny Wishbone Ash.

## Lista utworów
1. "Engine Overheat"
2. "Can't Fight Love"
3. "No More Lonely Nights"
4. "Wind Up"
5. "Streets of Shame"
6. "My Guitar"
7. "Hold On"
8. "Genevieve"
9. "Angels Have Mercy"

## Twórcy albumu
- Andy Powell – gitara, wokal
- Laurie Wisefield – gitara, wokal
- Trevor Bolder – gitara basowa, wokal
- Steve Upton – perkusja